# 皖能电力
皖能股份有限公司 （深交所：000543，前称皖皖能）是中国深圳证券交易所的一家上市公司，主营业务范围为电力、蒸汽、热水的生产和供应业。
2011年，该公司主营业务收入为5150372698.18元，公司净利润为19267603.29元，公司总资产为14769623296.72元。